# Les Corts (bairro)
Les Corts é um bairro do distrito homónimo da cidade de Barcelona. É a zona mais central do distrito e foi o núcleo principal do antigo município de Les Corts, agregado a Barcelona em 1897, ao que se dava nome e que mais ou menos corresponde ao que hoje é o atual distrito.
O bairro combina edificações das primeiras urbanizações dos séculos XVIII e XIX, junto com outras novas construções. Durante a década dos anos setenta do século XIX se abriram as principais ruas e a Praça del Carme, situada no eixo central desta popular localidade. Ao final de século se instalaram várias indústrias, como a fábrica Castells e sua colônia fabril.
O setor de Can Novel compreende os terrenos que ocupou o antigo campo do FC Barcelona entre os anos 20 e 60 do século XX e que agora se encontram ao bairro de La Maternitat i Sant Ramon. Nos terrenos da antiga masía de Can Batllori, sobre a Avenida Diagonal, se encontraram restos neolíticos e iberos, assim como uma vila e uma necrópole romana.